# 20 Pegasi
20 Pegasi är en gulvit jätte i stjärnbilden Pegasus.
20 Pegasi har visuell magnitud +5,60 och är synlig för blotta ögat vid god seeing. Den befinner sig på ett avstånd av ungefär 250 ljusår.